# Hermann Ehrhardt
Hermann Ehrhardt (Hohberg, 29 novembre 1881 – Krems an der Donau, 27 settembre 1971) è stato un militare e terrorista tedesco, comandante dei Freikorps: una formazione dell'estrema destra nazionalista.

## Biografia
Dopo aver servito come capitano di corvetta nella Marina imperiale tedesca, al termine della prima guerra mondiale ed a seguito della sconfitta della Germania fonda la II.Marine-Brigade. Di visioni monarchiche e fortemente nazionaliste, Ehrhardt si opponeva al trattato di Versailles, considerato un diktat contro la Germania. Con la sua unità, composta da circa 6.000 uomini, combatté contro i comunisti in Baviera e Alta Slesia e partecipò al tentativo di colpo di Stato del 1920 ordito da Wolfgang Kapp e dal generale Walther von Lüttwitz.
Dopo il fallimento del colpo di Stato fugge dalla Germania ma poco dopo torna per fondare l'Organizzazione Consul, un'organizzazione terroristica di stampo ultra-nazionalista dedita agli omicidi politici.
Nel 1923 Ehrhardt si rifiutò di partecipare al putsch di Monaco contestando l'operato di Adolf Hitler e del suo partito. A causa di questi contrasti, il suo nome era nella lista delle persone da uccidere durante la notte dei lunghi coltelli ma riuscì a salvarsi scappando in Austria. In seguito tornerà in Germania dopo aver ricevuto rassicurazioni dalle autorità naziste.